# Fressen (Technik)
Fressen bedeutet in der Technik das wiederholte lokale Verschweißen und Losreißen zweier Gleitpartner infolge mangelhafter Schmierung. Die Folge ist meist ein Ausfall des Systems.
Fresser treten an tribologisch hochbeanspruchten Teilen auf, wenn deren Notlaufeigenschaften unzureichend sind und kein Schmierfilm mehr zwischen den Gleitelementen vorhanden ist, also keine hydrodynamische Schmierung mehr erfolgt. Die progressiv fortschreitende Grenz- und Mischreibung erwärmt die Bauteile lokal zunehmend, wobei beide Prozesse sich gegenseitig beeinflussen. Die Gleitpartner verschweißen ab einer vom Lagerwerkstoff abhängigen Temperatur und werden auf Grund der anhaltenden Bewegung wieder voneinander getrennt. Dabei verbleiben Werkstoffteilchen jedes Bauteils am Partner. Der Vorgang des Verschweißens und Trennens kann stoppen, wenn unveränderliche Betriebsverhältnisse (Drehzahl, Last, Temperatur, Druck) anliegen und die Oberflächen einen stabilen Betrieb erlauben, jedoch besteht die Gefahr, dass der Prozess bei veränderten Betriebsverhältnissen wieder einsetzt. In der Regel dauert das Fressen so lange an, bis die auf das bewegte Bauteil einwirkende Energie nicht mehr ausreicht, um die zusätzliche Reibung an den Fressstellen zu überwinden oder die verschweißten Partien zu lösen. Zweites ist der Fall, wenn beispielsweise an Kolbenmaschinen Gas an den Fressstellen vom Arbeitsraum in das Kurbelgehäuse gelangt (Blow-By). Jedoch ist es auch möglich, dass das Fressen einen weiteren Schaden verursacht, der dann den Ausfall des Systems bewirkt.
Fresser treten am häufigsten an Hubkolbenmotoren an den Gleitpartnern Kolben und Zylinder auf (Kolbenfresser). Ebenfalls häufig fressen rotierende Wellen in Gleitlagern.
Das Schadensbild des False Brinelling entsteht ebenfalls durch das lokale Verschweißen und Losbrechen auf mikroskopischer Ebene, wenn Wälzlager nur minimalen, oszillierenden Bewegungen ausgesetzt sind.